# Rzemlik
Rzemlik (Saperda) – rodzaj chrząszczy z rodziny kózkowatych i podrodziny zgrzypikowych.

## Zasięg występowania
Przedstawiciele tego rodzaju występują w Europie, północnej i wschodniej Azji oraz Amercye Północnej.
W Polsce stwierdzono 7 gatunków.

## Systematyka
Do rodzaju rzemlik należy 45 gatunków i 3 podrodzaje:

- Podrodzaj: Compsidia Mulsant, 1839
  - Saperda bacillicornis
  - Saperda bilineaticollis
  - Saperda gilanense
  - Saperda mariangelae
  - Saperda messageei
  - Saperda moesta
  - rzemlik osikowiec (Saperda populnea)
  - rzemlik południowiec (Saperda quercus)
  - Saperda viridipennis
- Podrodzaj: Lopezcolonia Alonso-Zaragaza, 1998
  - Saperda alberti
  - Saperda hosokawai
  - Saperda internescalaris
  - Saperda interrupta
  - Saperda kojimai
  - Saperda maculosa
  - Saperda ocelota
  - Saperda octomaculata
  - rzemlik lipowiec (Saperda octopunctata)
  - Saperda ohbayashii
  - Saperda pallidipennis
  - rzemlik punktowany (Saperda perforata)
  - rzemlik wiązowiec (Saperda punctata)
  - rzemlik plamisty (Saperda scalaris)
  - Saperda subobliterata
  - Saperda subscalaris
  - Saperda tetrastigma
- Podrodzaj: Saperda Fabricius, 1775
  - Saperda calcarata
  - Saperda candida
  - rzemlik topolowiec (Saperda carcharias)
  - Saperda cretata
  - Saperda discoidea
  - Saperda facetula
  - Saperda fayi
  - Saperda gleneoides
  - Saperda horni
  - Saperda imitans
  - Saperda inornata
  - Saperda lateralis
  - Saperda mutica
  - Saperda obliqua
  - Saperda puncticollis
  - rzemlik podobny (Saperda similis)
  - Saperda simulans
  - Saperda tridentata
  - Saperda vestita